# Big One

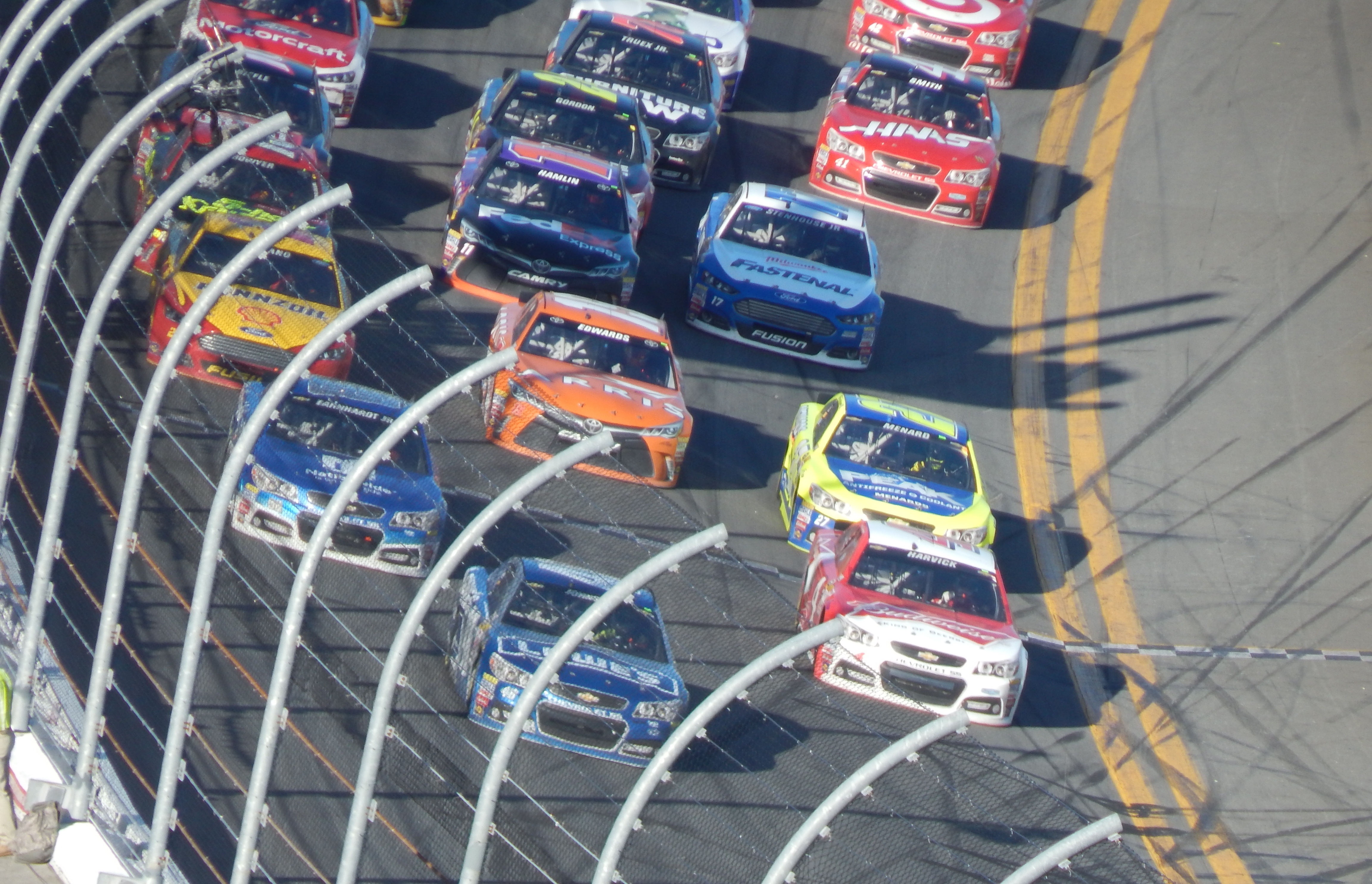
Carros da NASCAR próximos uns aos outros aumenta a possibilidade de acontecer um Big One.

Big One em automobilismo é o nome dado a um acidente envolvendo geralmente cinco ou mais carros, o termo é usado principalmente na NASCAR geralmente em circuitos ovais de alta velocidade como Daytona e Talladega.
Os acidentes envolvendo vários carros sempre foram comuns na NASCAR, mas não existia um termo utilizado para descrevê-los. A primeira vez que a expressão foi usada foi em uma transmissão da NASCAR na ESPN pelo comentarista Bob Jenkins em 11 de outubro de 1998, também foi publicado um artigo pela ESPN.com em 18 de abril de 2000 mencionando a expressão, durante um acidente envolvendo 18 carros nas 500 Milhas de Daytona de 2001 na Fox o comentarista Darrell Waltrip ajudou a popularizar a expressão.